# Neocouma parviflora
Neocouma parviflora är en oleanderväxtart som först beskrevs av Markgraf, och fick sitt nu gällande namn av J.L. Zarucchi. Neocouma parviflora ingår i släktet Neocouma och familjen oleanderväxter. Inga underarter finns listade i Catalogue of Life.